# Damvix
Damvix ist eine französische Gemeinde mit 731 Einwohnern (Stand: 1. Januar 2022) im Département Vendée, in der Région Pays de la Loire. Damvix gehört zum Arrondissement Fontenay-le-Comte und zum Kanton Fontenay-le-Comte (bis 2015: Kanton Maillezais). Die Einwohner werden Damvitais genannt.

## Lage
Damvix ist die südlichste Gemeinde des Départements Vendée. Sie liegt etwa 20 Kilometer westlich von Niort im Marais Poitevin und dem Venise Verte. Durch die Gemeinde führt der Sèvre Niortaise. Das Gemeindegebiet gehört zum Regionalen Naturpark Marais Poitevin. Umgeben wird Damvix von den Nachbargemeinden Maillezais im Norden, Saint-Sigismond im Osten und Nordosten, Arçais im Osten und Südosten, Saint-Hilaire-la-Palud im Süden und Südosten, La Ronde im Südwesten sowie Maillé im Westen.

## Bevölkerungsentwicklung

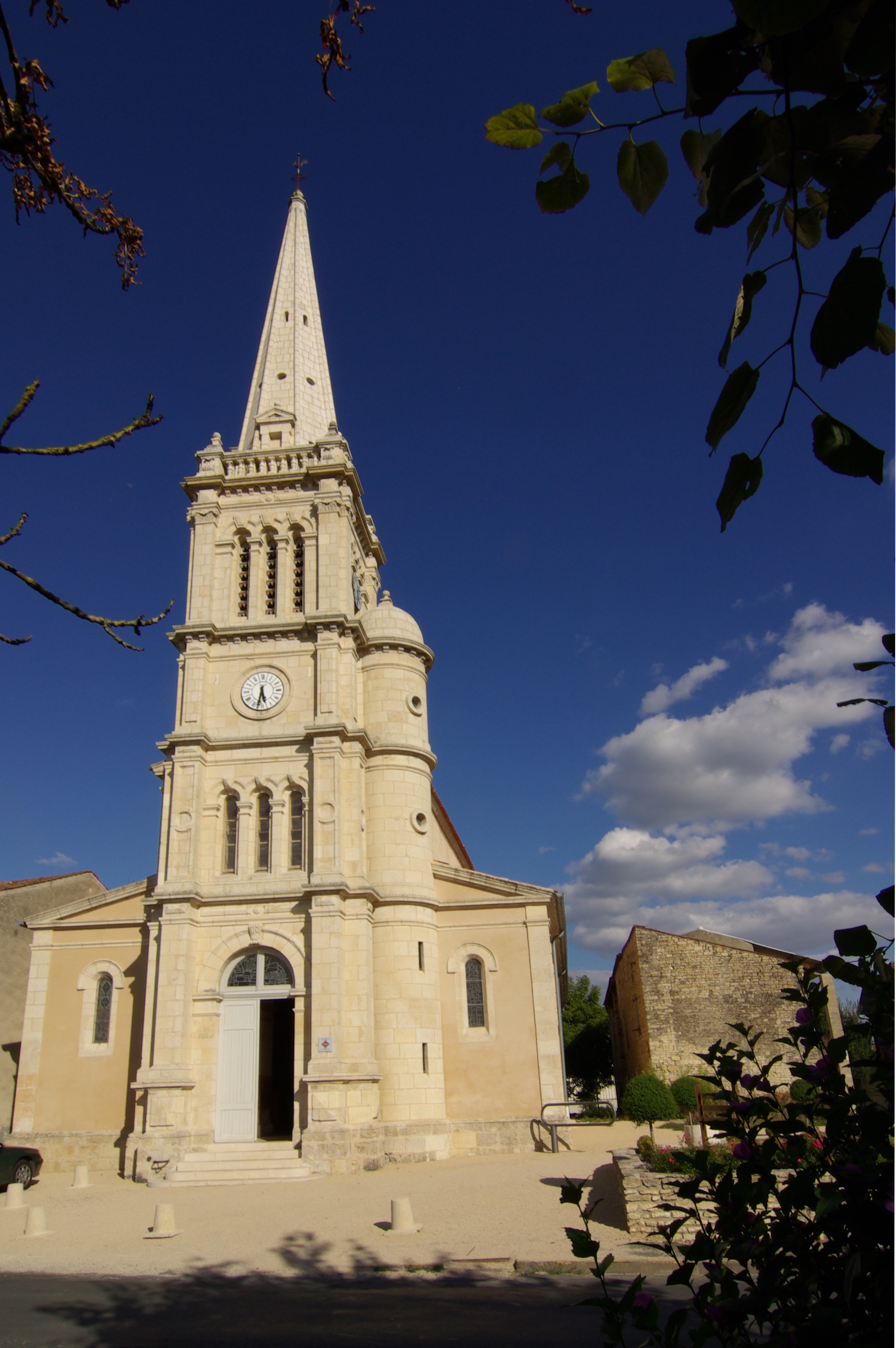
Kirche Saint-Guy

| 1962                      | 1968 | 1975 | 1982 | 1990 | 1999 | 2006 | 2016 |
| 896                       | 828  | 757  | 695  | 673  | 705  | 747  | 748  |
| Quelle: Cassini und INSEE |      |      |      |      |      |      |      |

## Sehenswürdigkeiten
- Kirche Saint-Guy, errichtet 1849 bis 1864 (Monument historique)